# Campionato mondiale di hockey su ghiaccio 1962
Il 29º Campionato mondiale di hockey su ghiaccio, valido anche come 40º campionato europeo di hockey su ghiaccio, si tenne nel periodo fra l'8 e il 18 marzo 1962 negli Stati Uniti d'America, nelle città di Denver e di Colorado Springs. Questa fu la prima volta che nel paese si svolse l'evento iridato ad esclusione delle rassegne olimpiche di Lake Placid nel 1932 e di Squaw Valley nel 1960. Nessun campionato mondiale di hockey su ghiaccio si sarebbe disputato in Nordamerica fino al 2008, occasione in cui si disputò in Canada.
Nel pieno della guerra fredda le nazioni del blocco orientale boicottarono la rassegna mondiale, riducendo il numero delle partecipanti da 20 a 14. Al via non si presentarono Unione Sovietica Cecoslovacchia Polonia Romania e Jugoslavia. Le due nazioni che non disputarono il Gruppo A lasciarono il proprio posto alla Norvegia e al Regno Unito, giunte ai primi due posti nel Gruppo B l'anno precedente. Prima dell'inizio delle competizioni si svolse un incontro di spareggio per l'accesso al Gruppo A.
Al via del Gruppo A si presentarono otto squadre, riunite in un unico girone all'italiana valido per l'assegnazione delle medaglie. La vittoria andò per la terza volta nella sua storia alla Svezia, la quale si impose nello scontro diretto contro il Canada, mentre al terzo posto giunsero i padroni di casa degli Stati Uniti. L'assenza delle formazioni provenienti dal blocco orientale permise invece alla Finlandia di arrivare al quarto posto. Il Gruppo B venne vinto a sorpresa dal Giappone, al ritorno in competizioni internazionali dopo l'edizione del 1957.

## Qualificazioni

### Gruppo A
| Colorado Springs 7 marzo 1962 | Svizzera | 9 – 4 (4-0; 2-2; 3-2) | Austria | Broadmoore World Arena (952 spett.) |

La Svizzera si qualificò al Gruppo A, mentre l'Austria disputò il Gruppo B.

## Campionato mondiale Gruppo A

### Girone finale
| Colorado Springs 8 marzo 1962 | Regno Unito | 3 – 6 (2-1; 0-1; 1-4) | Svizzera | Broadmoore World Arena (300 spett.) |

| Colorado Springs 8 marzo 1962 | Stati Uniti | 14 – 2 (0-0; 8-1; 6-1) | Norvegia | Broadmoore World Arena (3.100 spett.) |

| Denver 8 marzo 1962 | Finlandia | 1 – 8 (0-3; 1-4; 0-1) | Canada | Denver Coliseum (1.400 spett.) |

| Colorado Springs 9 marzo 1962 | Finlandia | 5 – 7 (2-1; 2-2; 1-4) | Regno Unito | Broadmoore World Arena (2.637 spett.) |

| Denver 9 marzo 1962 | Svezia | 17 – 2 (7-0; 4-0; 6-2) | Svizzera | Denver Coliseum (200 spett.) |

| Denver 9 marzo 1962 | Germania Ovest | 4 – 6 (1-4; 3-0; 0-2) | Norvegia | Denver Coliseum (2.000 spett.) |

| Colorado Springs 10 marzo 1962 | Stati Uniti | 1 – 2 (0-1; 1-0; 0-1) | Svezia | Broadmoore World Arena (4.725 spett.) |

| Denver 10 marzo 1962 | Canada | 8 – 0 (5-0; 3-0; 0-0) | Germania Ovest | Denver Coliseum (4.043 spett.) |

| Colorado Springs 11 marzo 1962 | Canada | 7 – 2 (2-1; 2-1; 3-0) | Svizzera | Broadmoore World Arena (2.994 spett.) |

| Denver 11 marzo 1962 | Regno Unito | 2 – 12 (0-0; 2-7; 0-5) | Norvegia | Denver Coliseum (2.028 spett.) |

| Denver 11 marzo 1962 | Stati Uniti | 6 – 3 (2-2; 1-1; 3-0) | Finlandia | Denver Coliseum (2.583 spett.) |

| Colorado Springs 12 marzo 1962 | Norvegia | 7 – 5 (3-0; 3-3; 1-2) | Svizzera | Broadmoore World Arena (1.200 spett.) |

| Colorado Springs 12 marzo 1962 | Regno Unito | 0 – 9 (0-3; 0-3; 0-3) | Germania Ovest | Broadmoore World Arena (700 spett.) |

| Denver 12 marzo 1962 | Svezia | 12 – 2 (4-1; 4-0; 4-1) | Finlandia | Denver Coliseum (1.578 spett.) |

| Colorado Springs 13 marzo 1962 | Canada | 3 – 5 (0-2; 1-2; 2-1) | Svezia | Broadmoore World Arena (4.500 spett.) |

| Denver 13 marzo 1962 | Stati Uniti | 8 – 4 (3-2; 4-1; 1-1) | Germania Ovest | Denver Coliseum (3.026 spett.) |

| Colorado Springs 14 marzo 1962 | Finlandia | 7 – 4 (1-0; 1-1; 5-3) | Svizzera | Broadmoore World Arena (1.200 spett.) |

| Colorado Springs 14 marzo 1962 | Stati Uniti | 12 – 5 (5-2; 4-1; 3-2) | Regno Unito | Broadmoore World Arena (2.914 spett.) |

| Denver 14 marzo 1962 | Canada | 14 – 1 (4-0; 5-1; 5-0) | Norvegia | Denver Coliseum (2.925 spett.) |

| Colorado Springs 15 marzo 1962 | Germania Ovest | 3 – 9 (1-1; 2-6; 0-2) | Finlandia | Broadmoore World Arena (2.121 spett.) |

| Denver 15 marzo 1962 | Svezia | 17 – 0 (6-0; 8-0; 3-0) | Regno Unito | Denver Coliseum (1.966 spett.) |

| Colorado Springs 16 marzo 1962 | Svezia | 10 – 2 (5-0; 1-2; 4-0) | Norvegia | Broadmoore World Arena (4.483 spett.) |

| Denver 16 marzo 1962 | Stati Uniti | 12 – 1 (6-1; 4-1; 2-0) | Svizzera | Denver Coliseum (3.528 spett.) |

| Colorado Springs 17 marzo 1962 | Finlandia | 5 – 2 (1-1; 1-1; 3-0) | Norvegia | Broadmoore World Arena (2.200 spett.) |

| Colorado Springs 17 marzo 1962 | Regno Unito | 2 – 12 (0-4; 1-2; 1-6) | Canada | Broadmoore World Arena (3.200 spett.) |

| Denver 17 marzo 1962 | Svezia | 4 – 0 (2-0; 2-0; 0-0) | Germania Ovest | Denver Coliseum (3.545 spett.) |

| Colorado Springs 18 marzo 1962 | Stati Uniti | 1 – 6 (1-2; 0-2; 0-2) | Canada | Broadmoore World Arena (5.400 spett.) |

| Denver 18 marzo 1962 | Germania Ovest | 7 – 1 (3-0; 4-0; 0-1) | Svizzera | Denver Coliseum (1.200 spett.) |

| Pos. |                | PG | V | N | P | GF | GS | DR  | Pt |
| 1.   | Svezia         | 7  | 7 | 0 | 0 | 67 | 10 | +57 | 14 |
| 2.   | Canada         | 7  | 6 | 0 | 1 | 58 | 12 | +46 | 12 |
| 3.   | Stati Uniti    | 7  | 5 | 0 | 2 | 54 | 23 | +31 | 10 |
| 4.   | Finlandia      | 7  | 3 | 0 | 4 | 32 | 42 | -10 | 6  |
| 5.   | Norvegia       | 7  | 3 | 0 | 4 | 32 | 52 | -20 | 6  |
| 6.   | Germania Ovest | 7  | 2 | 0 | 5 | 26 | 36 | -10 | 4  |
| 7.   | Svizzera       | 7  | 1 | 0 | 6 | 21 | 60 | -39 | 2  |
| 8.   | Regno Unito    | 7  | 1 | 0 | 6 | 19 | 73 | -54 | 2  |

### Graduatoria finale
| Pos | Squadra        |
| --- | -------------- |
|     | Svezia         |
|     | Canada         |
|     | Stati Uniti    |
| 4   | Finlandia      |
| 5   | Norvegia       |
| 6   | Germania Ovest |
| 7   | Svizzera       |
| 8   | Regno Unito    |

| Campione del mondo di hockey su ghiaccio 1962 |
| Svezia 3º titolo                              |

| Pos | Squadra     | Formazione |
| --- | ----------- | --- |
|     | Svezia      | Lennart Häggroth, Kjell Svensson, Gert Blomé, Nils Johansson, Bertil Karlsson, Bert-Ola Nordlander, Roland Stoltz, Anders Andersson, Leif Andersson, Per-Olof Härdin, Lars-Eric Lundvall, Eilert Määttä, Nisse Nilsson, Ronald Pettersson, Ulf Sterner, Sven Tumba Johansson, Uno Öhrlund |
|     | Canada      | Robert Brown, John Douglas, Me Hogan, Harold Hurley, Robert Mader, Ted Maki, John Malo, Seth Martin, Robert McKnight, Jack McLeod, William Mitchell, Robert Robertson, Don Rope, Ted Sloan, Harry Smith, Sofiak, Bill Wylie                                                               |
|     | Stati Uniti | Herb Brooks, Paul Coppo, Roger Christian, William Christian, William Daley, Donald Hall, Kenneth Johansson, Logue Larsson, Butch Mackay, Oscar Mahle, Thomas Martin, John Mayasich, Reginald Meserve, John Poole, Richard Roberge, Gordie Trottle                                         |

### Riconoscimenti
Riconoscimenti individuali
| Premio             | Giocatore        |
| ------------------ | ---------------- |
| Miglior portiere   | Lennart Häggroth |
| Miglior difensore  | John Mayasich    |
| Miglior attaccante | Sven Tumba       |

All-Star Team
| Attacco:  | Jack McLeod - Nisse Nilsson - Ulf Sterner |
| Difesa:   | Harry Smith - John Douglas                |
| Portiere: | Lennart Häggroth                          |

### Campionato europeo
Il torneo fu valido anche per il 40º campionato europeo e venne utilizzata la graduatoria finale del campionato mondiale per determinare le posizioni del torneo continentale; la vittoria andò per la nona volta alla Svezia, vincitrice del titolo mondiale.
| Pos | Squadra        |
| --- | -------------- |
|     | Svezia         |
|     | Finlandia      |
|     | Norvegia       |
| 4   | Germania Ovest |
| 5   | Svizzera       |
| 6   | Regno Unito    |

## Campionato mondiale Gruppo B
| Denver 8 marzo 1962 | Australia | 4 – 6 (1-4; 1-1; 2-1) | Paesi Bassi | Denver Coliseum |

| Colorado Springs 9 marzo 1962 | Giappone | 10 – 8 (4-3; 2-4; 4-1) | Francia | Broadmoore World Arena |

| Colorado Springs 10 marzo 1962 | Australia | 0 – 17 (0-4; 0-8; 0-5) | Austria | Broadmoore World Arena |

| Denver 10 marzo 1962 | Paesi Bassi | 9 – 4 (4-1; 3-1; 2-2) | Danimarca | Denver Coliseum |

| Colorado Springs 11 marzo 1962 | Francia | 7 – 2 (4-0; 1-0; 2-2) | Danimarca | Broadmoore World Arena |

| Denver 12 marzo 1962 | Australia | 2 – 13 (1-3; 1-7; 0-3) | Giappone | Denver Coliseum |

| Colorado Springs 13 marzo 1962 | Francia | 13 – 1 (6-0; 5-0; 2-1) | Australia | Broadmoore World Arena |

| Denver 13 marzo 1962 | Paesi Bassi | 1 – 12 (0-6; 1-3; 0-3) | Austria | Denver Coliseum |

| Denver 14 marzo 1962 | Giappone | 7 – 3 (0-0; 5-2; 2-1) | Austria | Denver Coliseum |

| Colorado Springs 15 marzo 1962 | Francia | 6 – 2 (1-0; 1-1; 4-1) | Paesi Bassi | Broadmoore World Arena |

| Denver 15 marzo 1962 | Danimarca | 2 – 6 (2-2; 0-4; 0-0) | Australia | Denver Coliseum |

| Colorado Springs 16 marzo 1962 | Paesi Bassi | 2 – 20 (1-7; 0-4; 1-9) | Giappone | Broadmoore World Arena |

| Denver 16 marzo 1962 | Francia | 1 – 10 (0-0; 0-6; 1-4) | Austria | Denver Coliseum |

| Denver 17 marzo 1962 | Giappone | 13 – 1 (6-0; 4-0; 3-1) | Danimarca | Denver Coliseum |

| Denver 18 marzo 1962 | Danimarca | 0 – 7 (0-3; 0-2; 0-2) | Austria | Denver Coliseum |

| Pos. |             | PG | V | N | P | GF | GS | DR  | Pt |
| 1.   | Giappone    | 5  | 5 | 0 | 0 | 63 | 16 | +47 | 10 |
| 2.   | Austria     | 5  | 4 | 0 | 1 | 49 | 9  | +40 | 8  |
| 3.   | Francia     | 5  | 3 | 0 | 2 | 35 | 25 | +10 | 6  |
| 4.   | Paesi Bassi | 5  | 2 | 0 | 3 | 20 | 46 | -26 | 4  |
| 5.   | Australia   | 5  | 1 | 0 | 4 | 13 | 51 | -38 | 2  |
| 6.   | Danimarca   | 5  | 0 | 0 | 5 | 9  | 42 | -33 | 0  |